# Bučje (Srebrenica, BiH)
Bučje  je naselje u općini Srebrenica, Republika Srpska, BiH.

## Stanovništvo
Prema nacionalni sastav stanovništva 1991. godine, svih 76 stanovnika bili su Bošnjaci.